# Stretto di Surigao
Lo stretto di Surigao è un braccio di mare, situato tra le isole di Mindanao e Leyte, che mette in comunicazione il Mar di Bohol con il Golfo di Leyte.

## Descrizione
Lo stretto è regolarmente percorso dai traghetti che trasportano merci e persone tra Mindanao e Visayas, facendo scalo a Liloan ed a Surigao, nella Provincia di Surigao del Norte.
Durante la seconda guerra mondiale fu teatro della battaglia dello Stretto di Surigao, dove si confrontarono la 7th Fleet del retroammiraglio Jesse B. Oldendorf e la Southern Force del viceammiraglio Shōji Nishimura. Combattuta nella notte tra il 23 ed il 24 ottobre 1944, la battaglia vide la netta vittoria di Oldendorf, che riuscì ad effettuare la nota manovra del Taglio del T contro le forze giapponesi. Nello scontro perse la vita lo stesso Nishimura.